# Farnoldia
Farnoldia Hertel  (szemrzyk) – rodzaj grzybów z rodziny krążniczkowatych (Lecideaceae). Ze względu na współżycie z glonami zaliczany jest do grupy porostów.

## Systematyka i nazewnictwo
Pozycja w klasyfikacji według Index Fungorum: Lecideaceae, Lecideales, Lecanoromycetidae, Lecanoromycetes, Pezizomycotina, Ascomycota, Fungi.
Nazwa polska według opracowania W. Fałtynowicza.

## Gatunki występujące w Polsce
- Farnoldia dissipabilis (Nyl.) Hertel 1983[3] – szemrzyk żółtawy
- Farnoldia hypocrita (A. Massal.) Fröberg 1989[3] – szemrzyk obłudny
- Farnoldia jurana (Schaer.) Hertel 1983 – szemrzyk jurajski
- Farnoldia micropsis (A. Massal.) Hertel 1983[3] – szemrzyk mchowy
- Farnoldia muscigena (Vězda) Clauzade & Cl. Roux 1985[3] – szemrzyk tęgi

Nazwy naukowe na podstawie Index Fungorum. Nazwy polskie według checklist W. Fałtynowicza.